# Olle
För andra betydelser, se Olle (olika betydelser).
Olle är ett nordiskt mansnamn och smeknamn. Olle växte under medeltiden fram som ett smeknamn för Olof som betyder ättling eller fädrens arv. Olle är fortfarande ett vanligt smeknamn för Olof men kan också ges som förnamn. På 1920-talet var namnet mycket populärt. 
Sedan 2022 firar Olle namnsdag tillsammans med Olof den 29 juli. I den finlandssvenska namnsdagslängden har Olle namnsdag 29 juli sedan 1995.

## Personer med namnet eller smeknamnet Olle
- Olle Adamsson
- Olle Adolphson
- Olle Anderberg
- Olle Andersson (skådespelare)
- Olle Björklund
- Olle Björling
- Olle Eilestam
- Olle Eksell
- Olle Garp
- Olle Goop
- Olle Hagnell
- Olle Hedberg
- Olle Hellbom
- Olle Johansson
- Olle Jönsson
- Olle Kullinger
- Olle Kåks (konstnär)
- Olle Larsson (roddare)
- Olle Lindberg
- Olle Ljungström
- Olle Möller
- Olle Nivenius
- Olle Nordemar
- Olle Nordin
- Olle Persson
- Olle Sarri
- Olle Svalander
- Olle Svensson (politiker)
- Olle Widestrand
- Olle Wästberg, politiker (folkpartist), publicist, generalkonsul
- Kent-Olle Johansson
- Sven-Olle Olsson
- Varg-Olle Nygren

## Fiktiva figurer med namnet Olle
- Mors lilla Olle, figur i en sång av Alice Tegner
- Olle Colin, figur i Bert-serien